# María Teresa Toral
Pour les articles homonymes, voir Toral.
María Teresa Toral, née à Madrid en 1911 et morte en 1995 dans cette même ville est une chimiste républicaine espagnole, condamnée par le régime franquiste, exilée au Mexique.

## Université et recherche
S'intéressant très tôt au domaine scientifique, admiratrice de Marie Curie, la jeune María Teresa sort diplômée en chimie et en pharmacie de l'université centrale de Madrid en 1933 avec mention spéciale.
Elle assiste Enrique Moles à la section de physique-chimie de l'Institut national. Ensemble, ils réalisent un travail considérable de recherche sur la détermination du poids atomique des éléments chimiques. L'équipe de Moles, connue comme « l'École de Madrid », est internationalement reconnue.
María Teresa est la chercheuse la plus prolifique de l'équipe et publie dans les revues scientifiques. On la surnomme la « Lise Meitner espagnole ». Elle devait rejoindre la Grande-Bretagne dans le cadre de ses travaux, mais la guerre d'Espagne éclate en 1936. Elle reste à Madrid pour soutenir la République dans la fabrication des explosifs ; elle sera notamment sérieusement blessée au cours de cette mission.

## Condamnation par le régime franquiste
Elle est arrêtée par les nationalistes en juin 1939. Un premier procès la condamne à douze ans de prison. Elle est incarcérée au centre pénitentiaire de Las Ventas, à Madrid, où les conditions sont inhumaines. Elle sera d'une grande aide pour les femmes emprisonnées.  
En 1945, alors sous liberté conditionnelle, elle est dénoncée par son fiancé de l'époque, pour avoir accueilli des militants anti-fascistes dans sa pharmacie. S'ouvre un deuxième procès, où la peine est de trente ans de prison et où les franquistes demandent la peine de mort, a un grand retentissement mondial, notamment grâce au Comité international de femmes antifascistes. Ève Curie et sa sœur Irène Joliot-Curie y assistent en tant qu'observatrices internationales pour la soutenir et le New York Times publie une lettre à Franco. Cette réaction internationale effraie le régime et la peine de mort est évitée. Elle est incarcérée pendant deux ans à la prison de Ségovie. 

## Exil au Mexique
Persécutée, obligée de vivre dans la clandestinité depuis sa sortie de prison, elle doit fuir l'Espagne franquiste et choisit l'exil au Mexique via un passage en France. Elle exerce en tant que professeure de chimie à l'université nationale autonome du Mexique et à l'Institut Politécnico Nacional. Son œuvre essaime dans le monde entier et ses travaux sont reconnus internationalement. Elle se rapproche également de l'art et devient une graveuse reconnue. Elle refait sa vie avec le compositeur Lan Adomian.
Elle ne revient en Espagne qu'en 1994, quelques mois avant son décès.

## Travaux scientifiques
- M.ª Teresa Toral. "Curva de presiones de vapor del nitrobenceno", Anales de la Sociedad Española de Física y Química XXXI: 735 (1933).
- M.ª Teresa Toral. "Obtención del exaclorodisilano", Anales de la Sociedad Española de Física y Química XXXIII: 225-8 (1935).
- M.ª Teresa Toral. "Acta de la sesión del 1 de marzo de 1935, presidida por D.A. del Campo", Anales de la Sociedad Española de Física y Química XXXIII: 157 y 159.
- Enrique Moles et M.ª Teresa Toral. "Las relaciones molares... Nueva relación de los pesos atómicos del carbono y el nitrógeno", Anales de la Sociedad Española de Física y Química XXXV: 43 (1937).
- M.E. Moles, M.ª T. Toral et M.A. Escribano. "La densité limite du gaz SiO2. Poids atomique du soufre", Comptes rendus 206: 1726 (1938).